# Colmar
Colmar (mai demult Kolmar) este un oraș în estul Franței, prefectura departamentului Haut-Rhin, din colectivitatea teritorială Alsacia în regiunea Grand Est. După Strasbourg și Mulhouse, este al treilea oraș ca mărime din Alsacia. Colmar prezintă o climă semi-continentală. Acest oraș se află în marea câmpia alsaciană, la poalele munților Vosgi, având în fața masivul numit "Le Grand Ballon".

## Istoric
Denumit inițial Colombarium, în anul 1226 așezarea a fost ridicată la rangul de oraș liber imperial. Acest oraș a fost atribuit Franței prin tratatul Păcii Westfalice din 1648.
În 1789 Colmar avea o populație de 11.000 loc.
Între anii 1940-1945 Colmar a fost ocupat de Germania.

## Principale monumente
În Colmar a fost instalată o copie a Statuii Libertății din New York, înaltă de 12 m, cu ocazia sărbătoririi a 100 de ani de la ridicarea ei în America.

## Clădiri importante
- Maison Adolph – sec. al XIV-lea (stil german gotic)
- Koifhus, cunoscută și ca vechea vamă – 1480 (stil german gotic)
- Maison Pfister – 1537 (stil german renascentist).
- Ancien Corps de garde – 1575 (stil german renascentist)
- Maison des Chevaliers de Saint-Jean – 1608 (stil german renascentist)
- Maison des Têtes – 1609 (stil german renascentist)
- Poêle des laboureurs – 1626 (stil german baroc)
- Ancien Hôpital – 1736–1744 (stil clasicism francez)
- Tribunal de grande instance – 1771 (stil clasicism francez)
- Hôtel de ville – 1790 (stil clasicism francez)
- Cour d'Assises – 1840 (stil neo-clasicism francez)
- Théâtre municipal – 1849 (stil neo-clasicism francez)
- Marché couvert – 1865 (stil neo-baroc francez). Piața acoperită a orașului clădită din cărămidă, piatră și fontă este încă folosită azi.
- Préfecture – 1866 (stil neo-baroc francez)
- Turnul de apă – 1886. Cel mai vechi turn de apă din Alsacia, încă picioare. A ieșit din folosință în 1984.
- Gare SNCF – 1905 (stil german neo-baroc)
- Cour d'appel – 1906 (stil german neo-baroc)

## Atracțiile principale
Parțial cruțat de distrugerile Revoluției Franceze și a războaielor din 1870-1871, 1914-1918 și 1939-1945, imaginea orașului vechi-Colmar este omogenă și este renumită printre turiști. Zona străbătută de canalele râului Lauch este numită acum La Petite Venise, Mica Veneție. Imaginea urbană a Colmarului și a localității vecine lui - Riquewihr - a servit ca model pentru scenografia filmului japonez de desene animate Mutarea Castelului Howl.

## Personalități
- Martin Schongauer, pictor prerenascentist
- Frédéric Auguste Bartholdi, sculptor, autorul Statuii Libertății din New York și a Leului din Belfort.

## Galerie foto

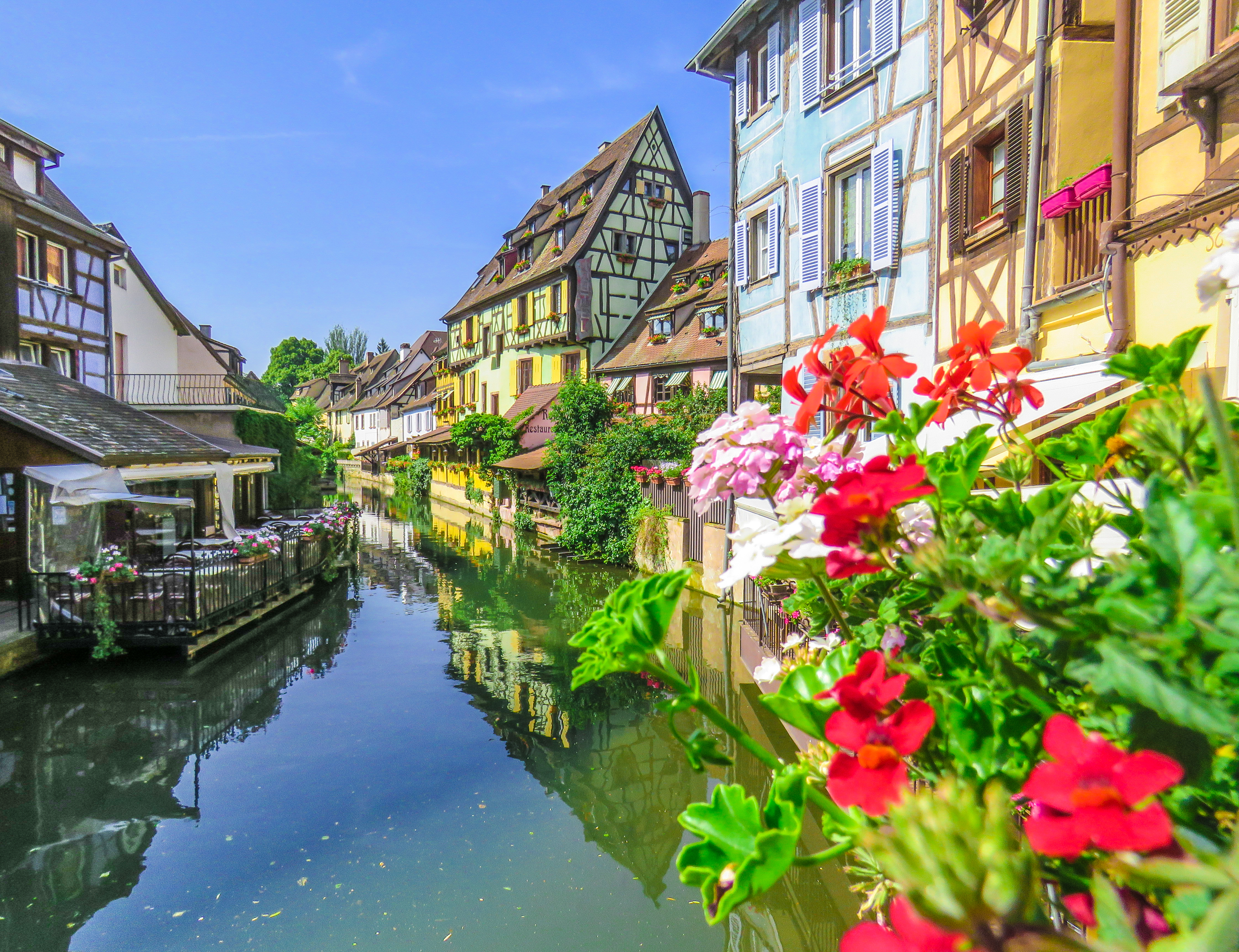
Mica Veneție
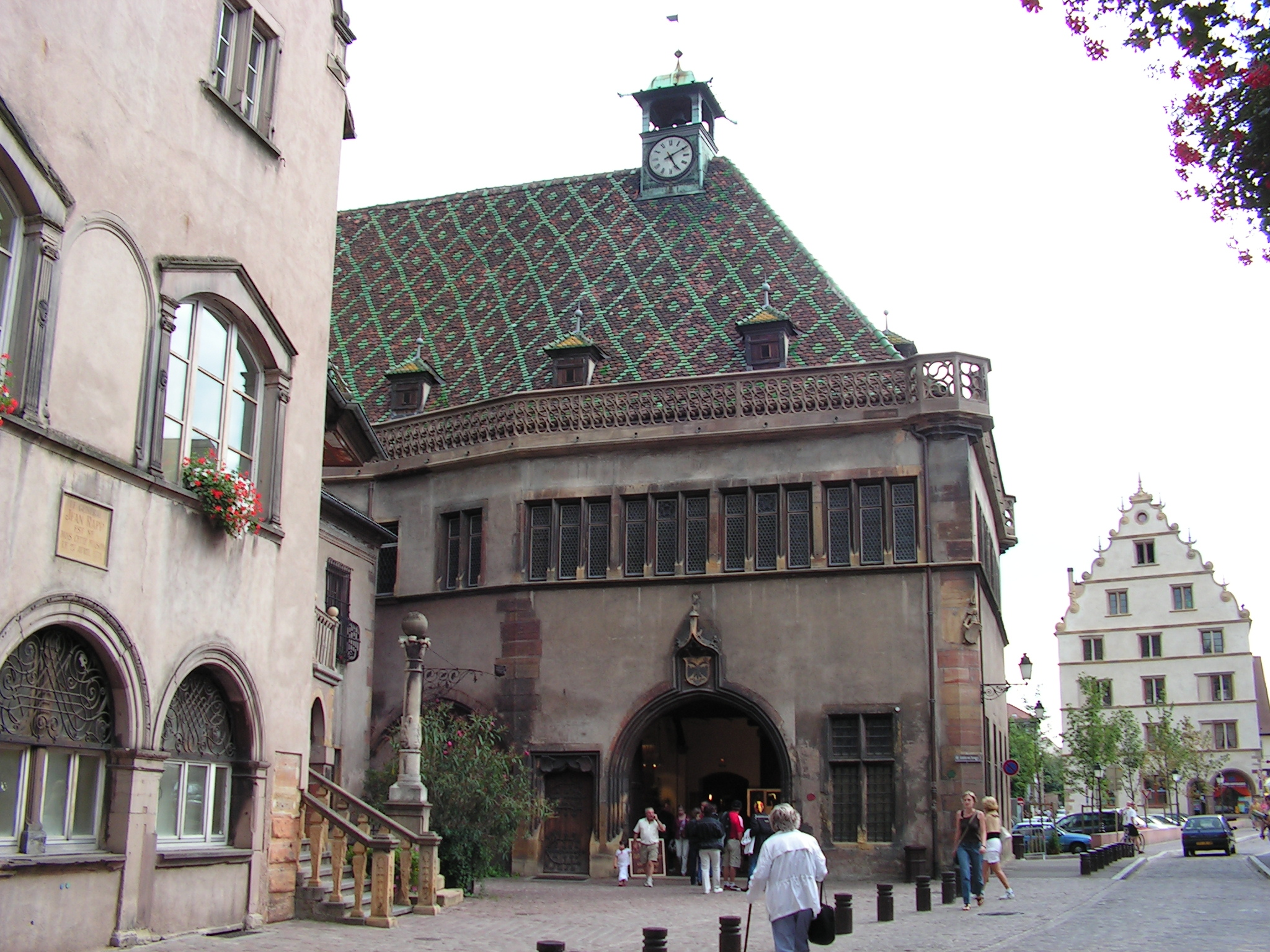
Koïfhus
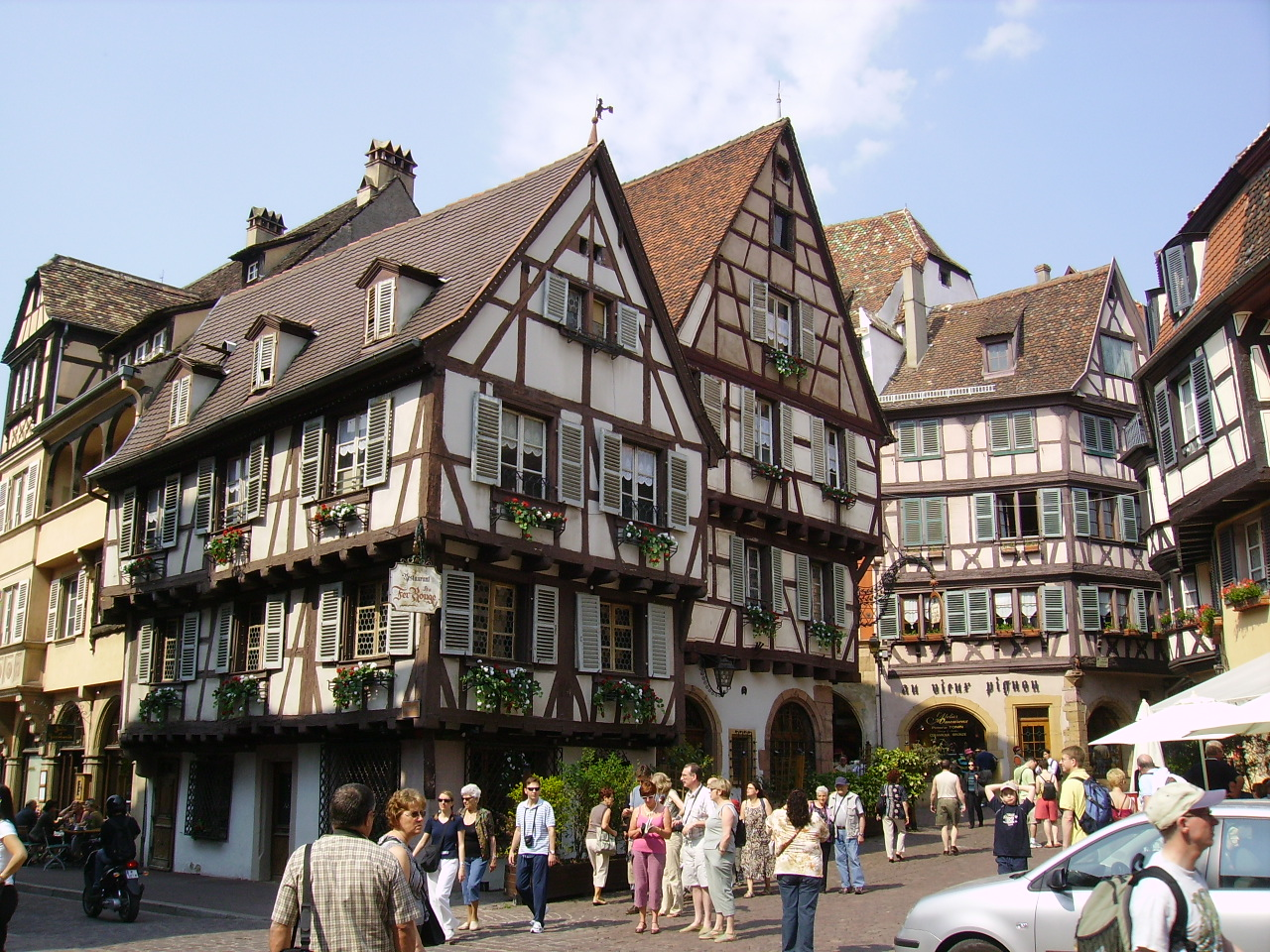
Orașul vechi
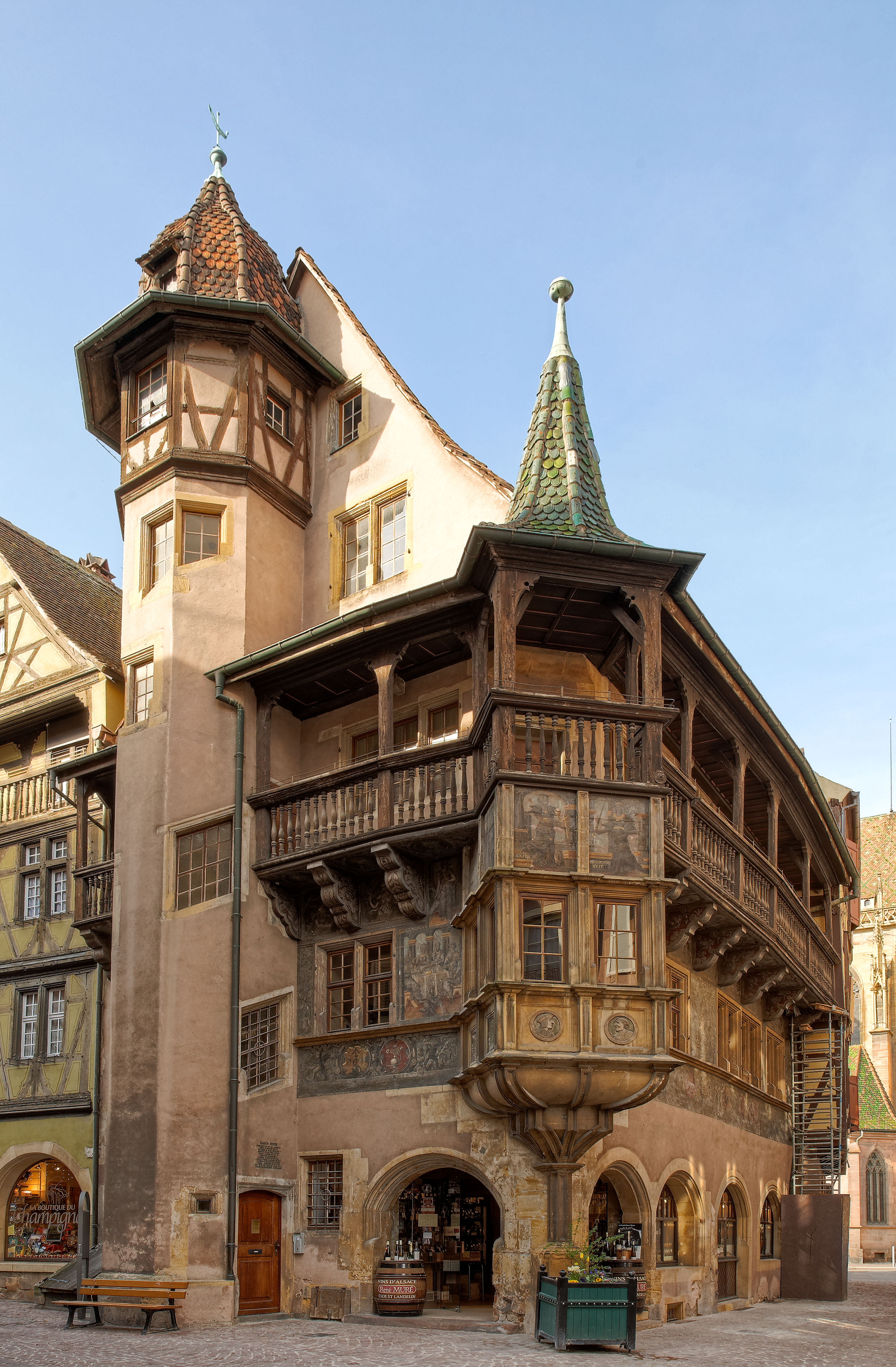
Casa Pfister
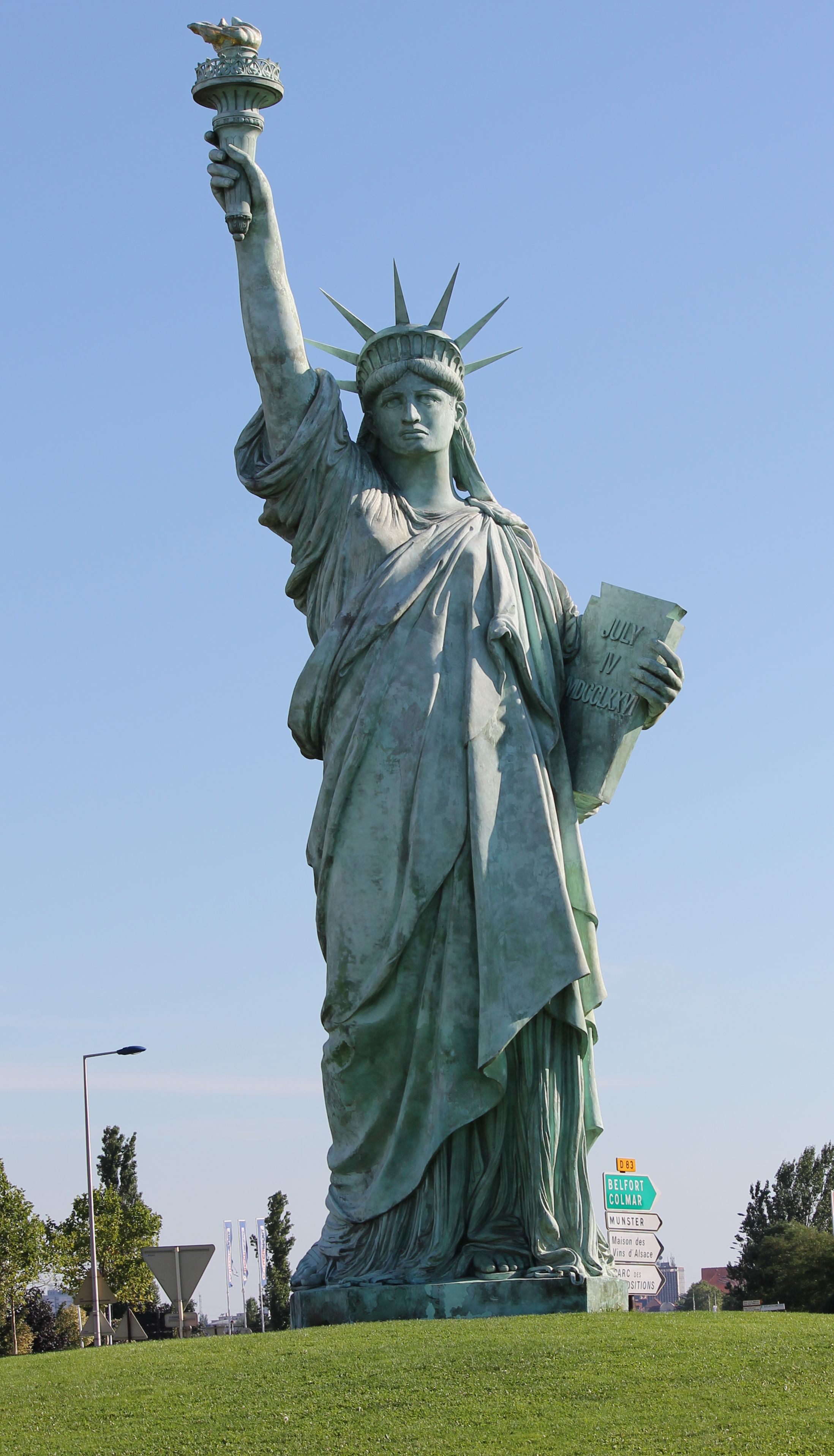
Replică a Statui Libertății la intrarea în Colmar dinspre nord
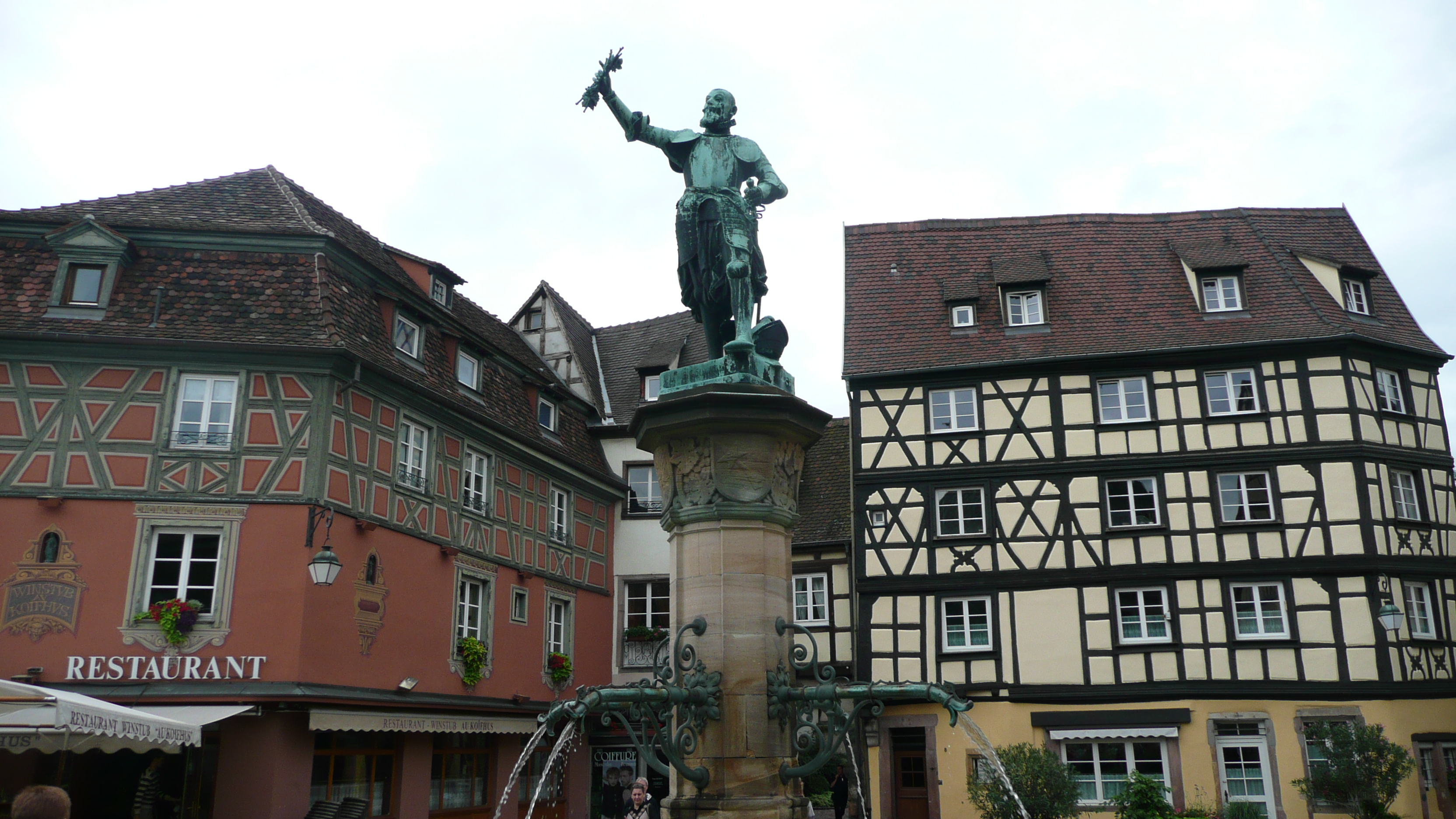
Fântâna Schwendi de Frédéric Auguste Bartholdi, construită în 1898 în memoria lui Lazarus von Schwendi